# Joe Cheng
Joe Cheng Yuan Chang (cinese tradizionale: 鄭元暢; cinese semplificato: 郑元畅; pinyin: Zhèng Yuánchàng; Taichung, 19 giugno 1982) è un modello e attore taiwanese.
È conosciuto anche col nome di Xiao Zong (cinese tradizionale: 小綜; pinyin: Xiǎo Zōng)

## Biografia
Joe Cheng ha dato inizio alla sua carriera con l'agenzia per modelli Catwalk. La carriera d'attore è iniziato quando è stato scelto per recitare nella serie televisiva taiwanese The Rose, insieme al famoso gruppo pop taiwanese di ragazze S.H.E, nel 2003. L'anno seguente, è stato scelto come attore protagonista in altre due serie televisive taiwanesi, Nine Ball e Magic Ring.
Il ruolo in cui ha riscosso più successo è stato quello di attore protagonista insieme ad Ariel Lin nel drama It Started With a Kiss, serie televisiva del 2005 adattata dal manga giapponese Itazura na Kiss. Cheng ha partecipato anche al sequel del drama, They Kiss Again, che è andato in onda nel 2007. Dopo They Kiss Again, Cheng ha ottenuto dei ruoli nell'adattamento taiwanese della serie giapponese Honey and Clover, ed in una serie televisiva dal titolo Love or Bread.
Ha cantato per la colonna sonora originale di They Kiss Again e  la canzone che fa da tema al drama Honey and Clover, insieme agli altri attori protagonisti.
I suoi hobby sono il nuoto, il basket e il tennis.

## Filmografia
- The Rose (薔薇之戀) - serie televisiva (2003)
- Dance With Michael (米迦勒之舞) (2003)
- Nine-Ball (撞球小子) (2004)
- Magic Ring (愛情魔戒) (2004)
- It Started With a Kiss (惡作劇之吻) - serie televisiva (2005)
- Di Yi Tong Jin (第一桶金) (2006)
- Geng Zi Feng Yun (庚子風雲) (2006)
- Summer X Summer (熱情仲夏) - serie televisiva (2007)
- They Kiss Again (惡作劇2吻) - serie televisiva (2007)
- Love or Bread (我的億萬麵包) - serie televisiva (2008)

### Partecipazioni a video musicali
- Bu Chao Bu Nao (不吵不鬧)- Landy 溫嵐
- Ji Ta Shou (吉他手)- 陳綺貞
- Gift - Jacky Cheung
- Leaf/Ye Zi - A Sun
- E Zuo Ju (It Started With a Kiss OST) - Wang Lan Yin